# جامعة بورتو
جامعة بورتو (بالبرتغالية: Universidade do Porto) هي جامعة برتغالية حكومية مقرها مدينة بورتو. تأسست في 22 مارس 1911، وتعد اليوم أكبر جامعات البرتغال من حيث عدد الطلاب المسجلين بها، وواحدة من أكبر المراكز البحثية في البرتغال، وهي واحدة من أفضل مائة جامعة في أوروبا.

## كليات الجامعة

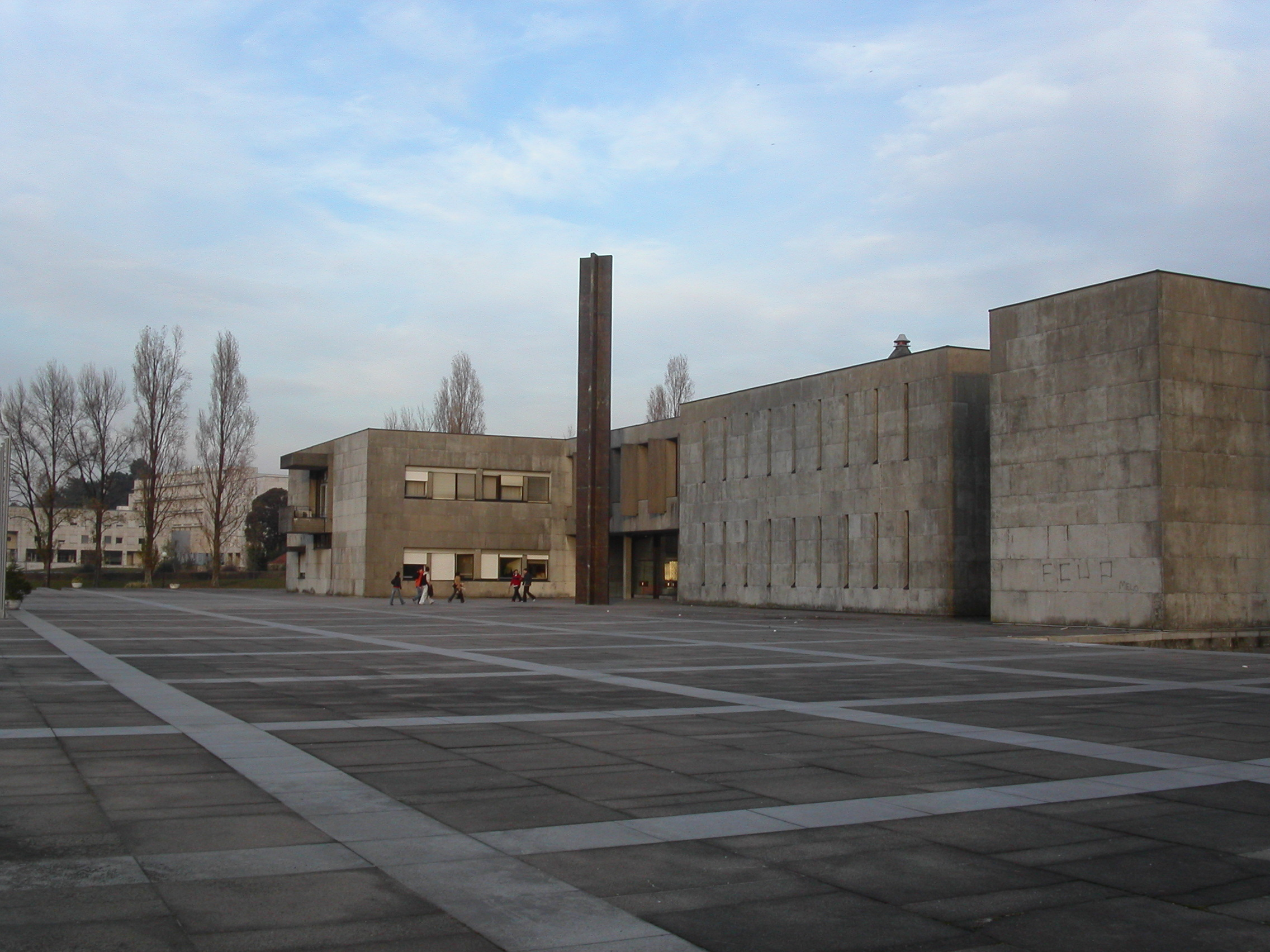
مبنى كلية الاقتصاد

تضم جامعة بورتو خمسة عشر مدرسة (13 كلية، ومعهدًا للعلوم الطبية الحيوية، ومدرسة لإدارة الأعمال)
1. كلية الاقتصاد
2. كلية التغذية وعلوم الغذاء
3. كلية الرياضة
4. كلية الصيدلة
5. كلية الطب
6. كلية طب الأسنان
7. كلية علم النفس والعلوم التربوية
8. كلية العلوم
9. كلية العمارة
10. كلية الفنون (الآداب)
11. كلية الفنون الجميلة
12. كلية القانون
13. كلية الهندسة
14. مدرسة بورتو لإدارة الأعمال
15. معهد أبل سالازار للعلوم الطبية الحيوية

## من أشهر أساتذة وخريجي الجامعة
- إدواردو سوتو دي مورا: تخرج في كلية الفنون الجميلة بجامعة بورتو عام 1980، وعمل لاحقًا أستاذًا بكلية العمارة بالجامعة.
- ألفارو سيزا: مهندس معماري. حصل على شهادة الهندسة المعمارية من الجامعة عام 1955.
- كاميلو كاستيلو برانكو

## وصلات خارجية
- الموقع الرسمي للجامعة (بالبرتغالية)